# Rebecca Trescher

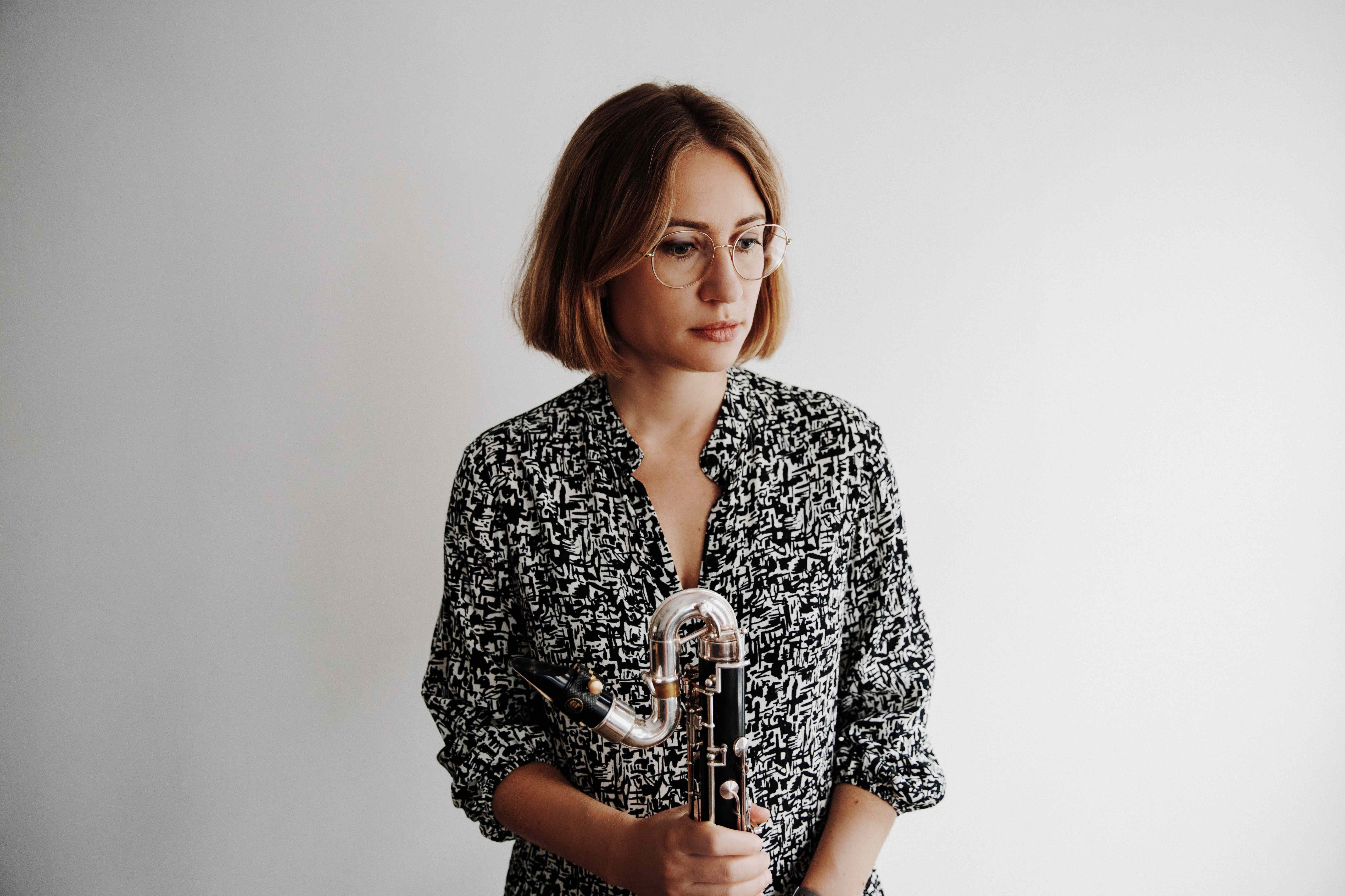
Rebecca Trescher (2022)

Rebecca Trescher (* 6. August 1986 in Tübingen) ist eine deutsche Jazzmusikerin (Klarinetten, Arrangement und Komposition). Sie gilt „als freigeistige und subtile Klangmalerin, die sich für ihre vielfältigen Soundtracks beim Jazz ebenso bedient wie bei Klassik, Avantgarde oder Filmmusik.“

## Leben und Wirken
Trescher, die zunächst klassischen Klarinettenunterricht erhielt und in der Jungen Symphonie Reutlingen spielte, entdeckte durch eine Jazzcombo auf dem Gymnasium den Jazz. Sie studierte von 2008 bis 2013 an der Hochschule für Musik Nürnberg, wo sie ein Diplom als Musikpädagogin im Fach Klarinette und ein künstlerisches Diplom im Hauptfach Jazz-Klarinette absolvierte. Von 2010 bis 2015 schloss sich ein Zusatzstudium in Jazzkomposition und ein Masterstudium an.
Seit 2009 leitet sie verschiedene eigene, häufig mittelformatige Ensembles (Bläser und Rhythmusgruppe kombiniert etwa mit Cello, Harfe, Vibraphon), mit denen sie mehrere Alben veröffentlichte und auf internationalen Konzertbühnen zu hören war, etwa beim Jazzfest Bonn, Jazzahead (Bremen), Xjazz (Berlin), Jazzwoche Burghausen oder Porgy & Bess (Wien). Weiterhin spielt sie im Duo mit dem Gitarristen Giorgos Tabakis.
Für die Stadt Nürnberg komponierte sie 2017 im Rahmen eines Kompositionsauftrages eine 120-minütige Konzertmusik zum Stummfilmepos Oktober von Sergei Eisenstein für elfköpfiges Kammerensemble. Ein Jahr später komponierte sie im Auftrag des Siemens Orchesters Erlangen vier Werke für Sinfonieorchester plus Jazzcombo. Die Kritik beschreibt den Kompositionsstil der Klarinettistin und die Vielschichtigkeit ihrer Musik mit „mannigfaltigen Klangfarbenmischungen zwischen musikalischem Experiment und sinfonischem Wohlklang“ (Jazzpodium). Für die Nürnberger Nachrichten werden die „Grenzen zwischen durchkomponierter, detailreich ausarrangierter Kunstmusik und inspirierter, spontan aus dem Augenblick geschöpfter Improvisation (...) ganz lässig verwischt“. „Ihre Stücke laden dazu ein, sich in eigene Bilder hineinzuträumen.“ (Kultur-Tipp Zürich)

## Preise und Auszeichnungen
- 2015 Preis der Stadt Nürnberg
- 2017 Bayerischer Kunstförderpreis mit dem Ensemble 11 in der Sparte Musik und Tanz mit seiner „frisch anmutende[n] Symbiose aus Jazz und zeitgenössischer E-Musik;“ für die Jury zeigte sich die künstlerische Qualität der Formation „sowohl in den Einzelmusikern als auch insbesondere in der Arbeit der Bandleaderin.“[4]
- 2019 Artist in Residence an der Cité Internationale des Arts in Paris[5][6]
- 2021 Auszeichnung als Künstlerin der Europäischen Metropolregion Nürnberg[7] sowie Wolfram-von-Eschenbach-Förderpreis[8]
- 2022 Down Beat Critics Poll - Rising Star, Deutscher Jazzpreis für die „Komposition des Jahres“ mit dem Werk „Paris Zyklus | The Spirit of the Streets“;  1. Platz beim Neuen Deutschen Jazzpreis (IG JAZZ Rhein-Neckar) mit dem Rebecca Trescher Tentet[9]

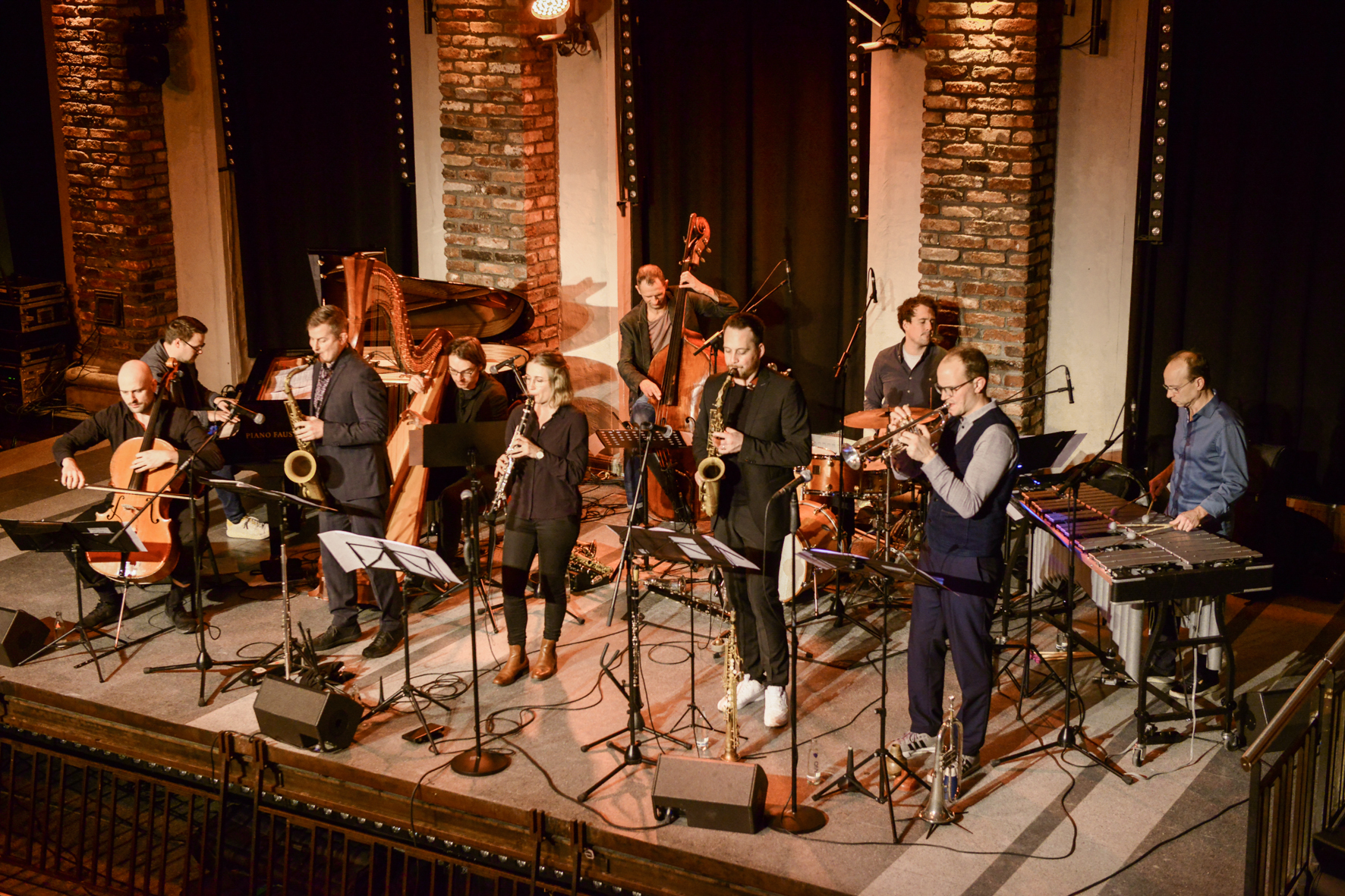
Rebecca Trescher Tentet - Live @ jazzMeeting Wuppertal 2021

## Diskographische Hinweise
- Rebecca Trescher Tentet: Character Pieces (Enja, 2024, mit Andreas Feith, Markus Harm, Julian Hesse, Juri Kannheiser, Roland Neffe, Joachim Lenhardt, Anton Mangold, Christian Diener, Silvio Morger)
- Rebecca Trescher New Shapes Quartet: Silent Landscapes (Enja, 2022, mit Philipp Schiepek, Lukas Keller, Jan Brill)
- Rebecca Trescher Tentet: Paris Zyklus: The Spirit of the Streets (Enja, 2021, mit Julian Hesse, Markus Harm, Joachim Lenhardt, Anton Mangold, Juri Kannheiser, Roland Neffe, Andreas Feith, Peter Christof, Silvio Morger)
- Rebecca Trescher Ensemble 11 Where We Go (Enja, 2019, mit Agnes Lepp, Hironaru Saito, Konstantin Herleinsberger, Markus Harm, Anton Mangold, Juri Kannheiser, Andreas Feith, Sebastian Klose, Volker Heuken, Silvio Morger)
- Rebecca Trescher Ensemble 11 Floating Food (Enja, 2017; mit Florian Bischof, Andreas Feith, Konstantin Herleinsberger, Markus Harm, Max Leiß, Silvio Morger, Anton Mangold, Agnes Lepp, Volker Heuken, Hironaru Saito)[10]
- Rebecca Trescher Ensemble 11 Fields (Label 11, 2015; mit Florian Bischof, Andreas Feith, Konstantin Herleinsberger, Markus Harm, Friedrich Betz, Maja Taube, Agnes Lepp, Julian Fau, Volker Heuken, Hironaru Saito)
- Rebecca Trescher Fluxtet Nucleus (Double Moon Records 2014, mit Julian Bossert, Phillip Staffa,  Friedrich Betz, Tilman Herpichböhm)
- Rebecca Treschers hochZEIT null11 Süd (Label 11, 2011)